# Winong Kidul
Winong Kidul is een bestuurslaag in het regentschap Purworejo van de provincie Midden-Java, Indonesië. Winong Kidul telt 1623 inwoners (volkstelling 2010).